# Fatos Haxhiraj
Fatos Haxhiraj (ur. 4 stycznia 1943 w Tiranie) – albański aktor i reżyser.

## Życiorys
W 1965 ukończył studia na wydziale aktorskim Instytutu Sztuk w Tiranie. Rok później został przyjęty do zespołu Teatru Ludowego (alb. Teatri Popullor). Na tej scenie zadebiutował rolą Aleksa w sztuce Dritëro Agolliego Fytyra e dytë (Drugie oblicze). Na scenie Teatru Ludowego (później przemianowanego na Teatr Narodowy) w 1981 odbył specjalizację z zakresu reżyserii teatralnej we Włoszech, a następnie zadebiutował w roli reżysera albańskiej sceny narodowej, specjalizując się w repertuarze dramaturgów albańskich.
Na dużym ekranie zadebiutował w roku 1966, niewielką rolą w filmie Oshëtime në bregdet. Zagrał potem jeszcze w dwóch filmach fabularnych. W latach 90. wyemigrował z kraju i osiedlił się wraz z rodziną we Włoszech. Wystąpił tam w komedii Passo a Due, w reżyserii Andrei Barziniego. W 2011 powrócił do Albanii, pracuje jako reżyser w Teatrze Narodowym.
Jest żonaty (żona Drita Haxhiraj jest aktorką). Przez władze Albanii został uhonorowany tytułem Zasłużonego Artysty (Artist i Merituar).

## Role filmowe
- 1966: Oshëtime në bregdet
- 1969: Njësit guerril
- 1977: Monumenti jako fotograf
- 1994: Da qualche parte in città jako Agim
- 2005: Passo a Due jako ojciec Beni